# سیارک ۱۵۶۱۹
سیارک ۱۵۶۱۹ (به انگلیسی: 15619 Albertwu، نامگذاری:2000HE13) پانزده هزار و ششصد و نوزدهمین سیارک کشف شده‌است که در ۲۸ آوریل ۲۰۰۰ کشف شد.
قدر مطلق سیارک برابر ۱۸.۶ است.